# Гусев, Сергей Иванович (руководитель Хабаровского края)
Серге́й Ива́нович Гу́сев (май 1891 года, Москва, Российская империя — ?) — советский государственный деятель. Член КПСС с 1918 года, председатель Организационного комитета Президиума Верховного Совета РСФСР по Хабаровскому краю в 1938—1940 годах.

## Биография
Сергей Иванович Гусев родился в мае 1891 года в Москве в семье рабочего. Рано лишился родителей — мать умерла в 1902 году, когда ему было 11 лет, а отец в 1907 году, когда Гусеву исполнилось 16 лет. В 1902 году С. И. Гусев окончил начальную городскую школу и поступил в ремесленное училище, где получил специальность техника-механика. После окончания училища в 1907 году Гусев устроился монтёром в московскую контору фирмы «Сименс и Гальске».

### Служба в армии. Две революции
В ноябре 1912 года С. И. Гусев был призван в русскую армию и направлен в роту при Военной электрошколе в Санкт-Петербурге, где до мая 1913 года числился молодым солдатом, а в сентябре того же года, по возвращении из летних лагерей был назначен обслуживающим электролаборатории. Стал мастеровым младшего разряда, затем мастеровым старшего разряда, в мае 1917 года сдал экзамен на лабораторного механика и получил звание чиновника военного времени. Зимой 1917 года, находясь в нестроевой команде, принимал активное участие в событиях Февральской революции в Петрограде, избирался в ротный и полковой солдатские комитеты.
В августе 1917 года решение Временного правительства Военная электрошкола была эвакуирована из Петрограда в Сергиев Посад. После Октябрьской революции 1917 года С. И. Гусев участвовал в организации Сергиево-Посадского ревкома, а затем Сергиево-Посадского Совета рабочих, солдатских и крестьянских депутатов.
В марте 1918 года была приказом по Рабоче-крестьянской красной армии (РККА) преобразована в Командные электротехнические курсы РККА. С. И. Гусев был оставлен на военной службе в должности лабораторного механика и прослужил в Сергиевом Посаде, в 1919 году переименованном в город Сергиев, до своей демобилизации в январе 1922 года. От курсов Гусев избирался депутатом первого Сергиевского Совета и членом его президиума. Назначался секретарём президиума, заведующим финансовым отделом и заведующим рабоче-крестьянской инспекцией Сергиевского Совета. В октябре 1918 года вступил в Российскую коммунистическую партию (большевиков).

### На хозяйственной работе. Персия и Москва
После демобилизации С. И. Гусев был немедленно командирован Сергиевским уездным комитетом ВКП(б) на расположенный в городе завод № 11, где до января 1924 года работал председателем заводского комитета и одновременно председателем рабочего кооператива. В декабре 1924 года Московский губернский отдел союза химиков выдвинул Гусева на должность директора стекольной фабрики Москвы, а в январе 1925 года направил его на работу в Мосторг, где Гусев проработал около пяти лет, будучи членом правления Мосторга и занимая должности управляющего ряда торговых контор.
В марте 1930 года Народный комиссариат внешней торговли СССР командировал С. И. Гусева в Персию в город Исфахан, где он стал управляющим исфаханской конторой акционерного общества «Шарк». В июле 1931 года срок его командировки закончился и Московский городской комитет ВКП(б) направил Гусева в распоряжение Моссовета. Работал заместителем заведующего Московского городского финансового управления, с 1932 года — заместителем начальника строительного управления, с 1935 года — управляющим трестом «Мосснабжилстрой» и уполномоченным президиума Моссовета. Был награждён Московским городским комитетом ВКП(б) именными золотыми часами за строительство в Москве 72 школ и почётным знаком Моссовета за строительство первой очереди Московского метрополитена.

### Дальний Восток. Во главе Далькрайисполкома
7 апреля 1938 года решением ЦК ВКП(б) С. И. Гусев был направлен на Дальний Восток в распоряжение Дальневосточного крайкома ВКП(б), прибыл в Хабаровск 5 мая и был назначен на должность заместителя председателя Далькрайисполкома. 20 мая 8-й пленум Далькрайисполкома официально вывел из своего состава арестованного председателя крайисполкома П. К. Легконравова и утвердил Гусева первым заместителем председателя и исполняющим обязанности председателя Далькрайисполкома. С этого момента до октября 1938 года все постановления Далькрайисполкома публиковались за подписью С. И. Гусева.

### Председатель Оргкомитета по Хабаровскому краю
С образованием Хабаровского края 20 октября 1938 года Сергей Иванович Гусев был назначен председателем Организационного комитета Президиума Верховного совета РСФСР по Хабаровскому краю. Организационный комитет выполнял функции органа советской власти в крае и непосредственно руководил подготовкой выборов в первый Хабаровский краевой совет депутатов трудящихся.
С. И. Гусев был выдвинут кандидатом в депутаты Хабаровского городского совета, а 13 ноября 1939 года от 12-го Серышевского избирательного округа — в Хабаровский краевой совет (кандидатуру Гусева официально выдвинул тогда молодой техник-геолог комсомолец В. В. Онихимовский, будущий академик, Герой Социалистического Труда и лауреат Ленинской премии).
4 января 1940 года С. И. Гусев подписал одно из последних постановлений Оргкомитета —  «О созыве 1-й сессии Хабаровского краевого Совета депутатов трудящихся» , открытие которой было назначено на 13 января.
После того, как в январе 1940 года открылась первая сессия краевого Совета и функции Оргкомитета были выполнены, С. И. Гусев обратился в Хабаровский крайком ВКП(б) с просьбой об освобождении его от обязанностей председателя Оргкомитета. Просьба была удовлетворена, и С. И. Гусев выехал в Москву. Новым руководителем советских органов края стал председатель Хабаровского крайисполкома В. М. Истомин.